# Absalons þáttr erkibiskups
L’Absalons þáttr erkibiskups ou Dit de l'archevêque Absalon est un þáttr évoquant, sous un jour peu favorable, Absalon, archevêque de Lund (Danemark) de 1177 à 1201.

## Source
- Simek, Rudolf ; Hermann Pálsson. Lexikon der altnordischen Literatur : die mittelalterliche Literatur Norwegens und Islands. 2., wesentlich verm. und überar. Aufl. von Rudolf Simek. Stuttgart : Kröner, 2007. (Kröners Taschenausgabe ; 490).  (ISBN 978-3-520-49002-5).